# Pacifické deštné lesy
Pacifické deštné lesy jsou ekoregion mírného klimatického pásu, rozkládající se na severozápadním pobřeží Severní Ameriky a patřící do biomu deštných lesů mírného pásu. Jsou charakteristické velkým množstvím srážek, oceanickým podnebím a převážným zastoupením jehličnanů, které zde dosahují velkého druhového bohatství a také značných rozměrů a stáří. Pouze malá část těchto lesů je však chráněna v rezervacích, převážná většina původních porostů byla v minulosti vykácena. Světovým fondem na ochranu přírody byly zařazeny na seznam nejcennějších ekoregionů Global 200.

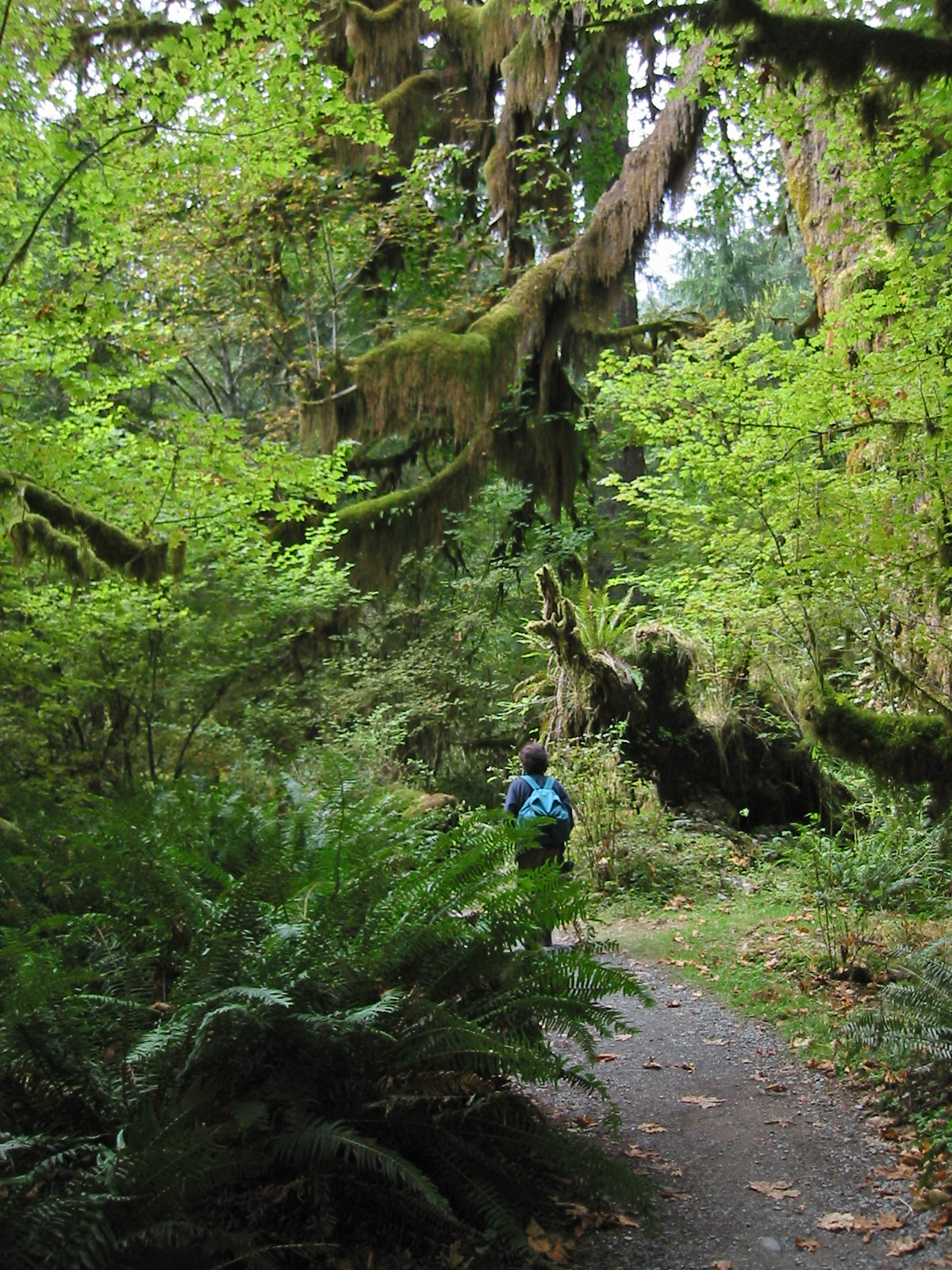
Bylinné a keřové patro a množství epifytů

## Obecná charakteristika
Deštné lesy pacifického pobřeží patří k nejproduktivnějším ekosystémům na světě, uvádí se, že množství vyprodukované biomasy je v nich vůbec největší na planetě. Je to dáno především vysokými srážkovými úhrny (průměrně 1500–3000 mm ročně, ale v některých oblastech až 5000 mm ročně) a také příznivým oceanickým klimatem, které je ovlivňováno teplým Aljašským proudem, se suššími, ale relativně chladnými léty a mírnými, velmi deštivými zimami. Obvyklým jevem je vysoká vzdušná vlhkost a časté mlhy. Vzhledem k vlhkosti zde není hlavním disturbančním činitelem oheň jako v jiných lesích amerického západu a vnitrozemí, ale větrné kalamity.
Bioregion se rozkládá v úzkém pruhu podél pobřeží na návětrné straně od oceánu, zhruba mezi 40 a 60 stupni severní šířky. Nejdále na sever zasahují po ostrov Kodiak a přilehlé jižní pobřeží Aljašky, na jihu po horské polohy severní a střední Kalifornie (pohoří Klamath a Siskyou, jižní Kaskády). Deštné lesy rostou v nadmořských výškách od 0 zhruba do 600–1000 m a většinou nezasahují dále než 150 km od pobřeží, např. po západní svahy Kaskádového pohoří.

## Vegetace, flóra a fauna

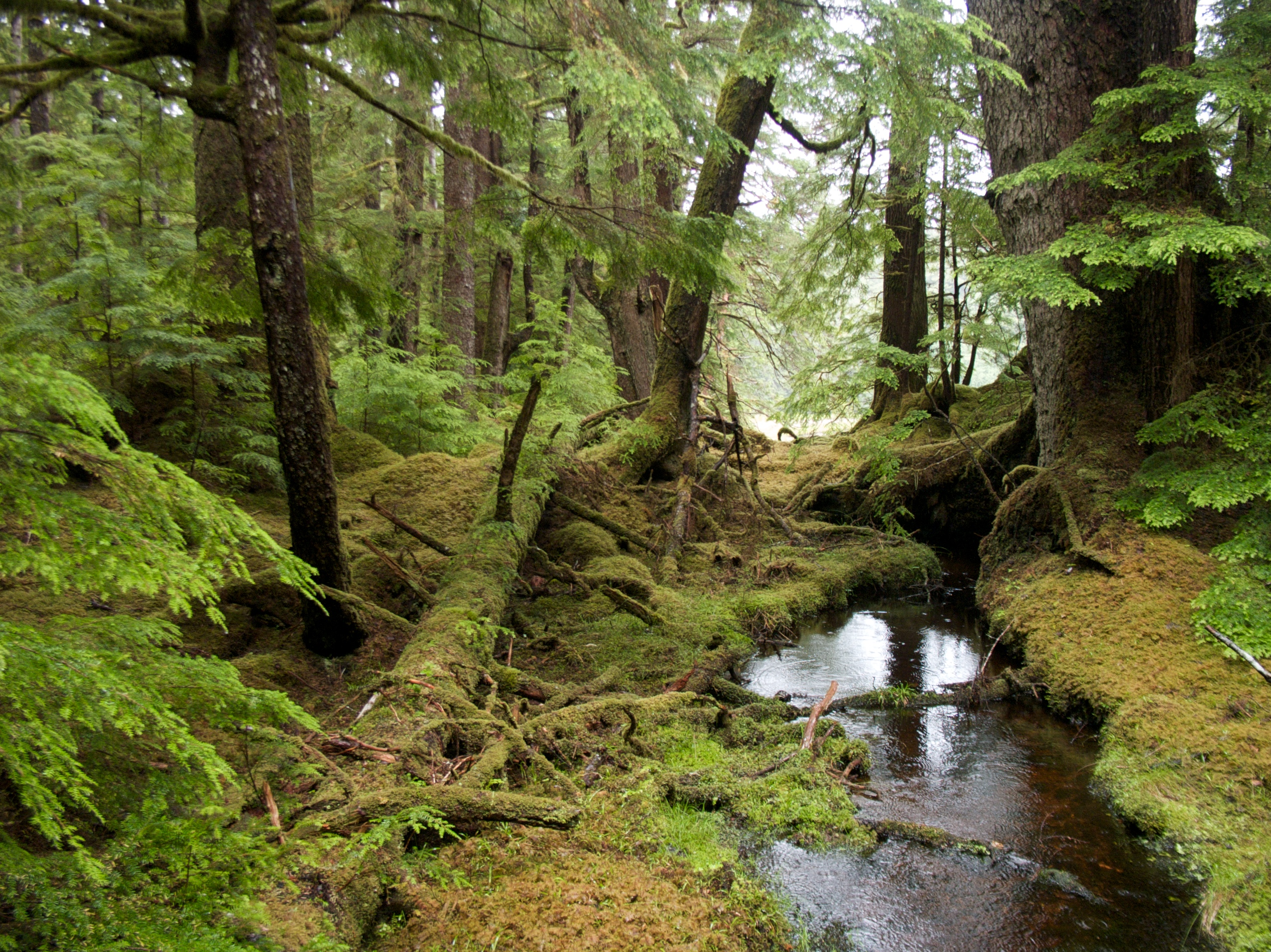
Jedlovce v pacifickém lese

Zdejším lesům dominují mohutně vzrůstné jehličnany, především jedlovec západní, jedlovec Mertensův, zerav obrovský, douglaska tisolistá, jedle obrovská, jedle líbezná, cypřišek nutkajský, v nižším patře tis západoamerický (Taxus brevifolia). Nejblíže u pobřeží obvykle převládá smrk sitka, který je tolerantní ke slanému spreji od moře. Více na jihu roste toreja kalifornská či pazerav sbíhavý, vzácněji také sekvoj vždyzelená a sekvojovec obrovský. Na azonální stanoviště vyšších poloh jsou vázány různé borovice a cypřiše. Listnatých stromů je méně, zastoupeny jsou například dub Garryův, javor velkolistý, planika Menziesova nebo dubům příbuzný Notholithocarpus densiflorus; v údolích řek rostou břízy (Betula papyrifera), topoly nebo olše červená (Alnus rubra). Lesy mívají husté keřové patro tvořené ostružiníky a hlavně vřesovcovitými rostlinami, jako je libavka shalon a různé druhy brusnic. Charakteristický je bujný růst kapradin, mnoho druhů plavuní a epifytických mechů. Půdy jsou nejčastěji podzolové, na hůře odvodněných místech se tvoří rašeliniště se svébytnou vegetací borovic a vřesovcovitých keřů (mamota drobnolistá a další).
Ze zvířat se zde vyskytují baribalové (včetně vzácných bílých baribalů) a medvědi grizzly, jeleni karibu, vlci, rysi, vydry, množství ptactva (např. ohrožený puštík západní), obojživelníků a půdních bezobratlých. Produktivitu stanovišť zvyšuje také množství druhů hub.

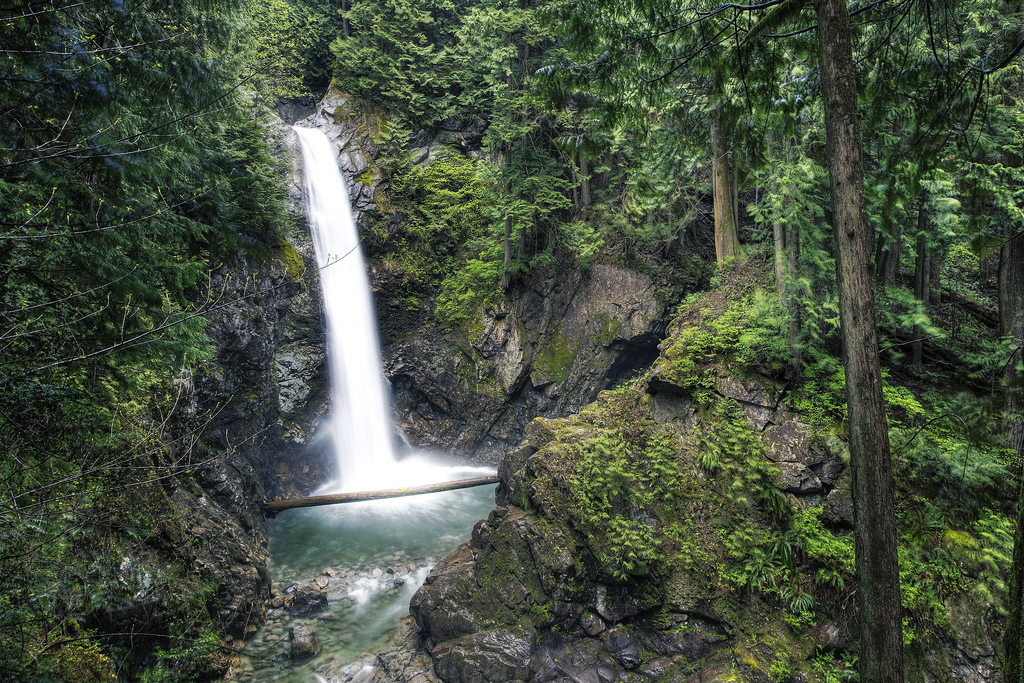
Vodopád v regionálním parku Cascade falls

## Ohrožení a ochrana

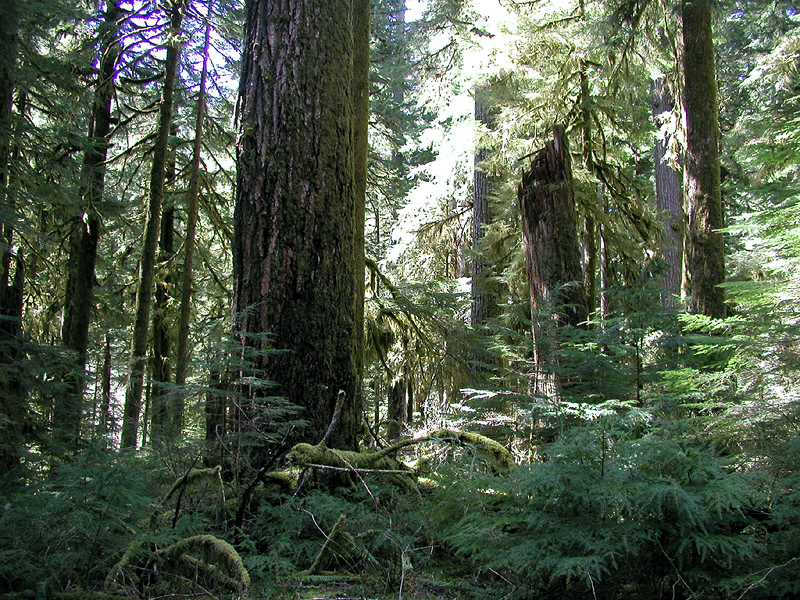
Pohled do starého porostu

Vzhledem k ohromným zásobám dřeva byly tyto lesy v průběhu 20. století předmětem masivní a bezohledné exploatace, která vedla k likvidaci většiny přirozených porostů. Více zachovalých porostů je na severu (Britská Kolumbie a Aljaška), ve Spojených státech amerických zbývají nedotčené jen zlomky. Malé části jsou chráněny v přírodních rezervacích a národních parcích, k nejvýznamnějším patří:
- Olympijský národní park (Washington)
- Národní les Willamette (Washington)
- Národní park Chugah (Aljaška)
- Národní les Tongass (Aljaška)
- Národní park Pacific Rim (Britská Kolumbie, Vancouverův ostrov)
- Národní park Glacier Bay (Britská Kolumbie)
- Národní park Redwood (Kalifornie)